# Молодецьке (Кропивницький район)
Молоде́цьке — село в Україні, в Аджамській сільській громаді Кропивницького району Кіровоградської області. Населення становить 66 осіб.

## Населення
Згідно з переписом УРСР 1989 року чисельність наявного населення села становила 61 особа, з яких 26 чоловіків та 35 жінок.
За переписом населення України 2001 року в селі мешкало 66 осіб.

### Мова
Розподіл населення за рідною мовою за даними перепису 2001 року:
| Мова       | Відсоток |
| ---------- | -------- |
| українська | 96,97 %  |
| російська  | 3,03 %   |